# Black Duck
Black Duck est un district de services locaux situé à de l'ouest l'Île de Terre-Neuve, dans la province de Terre-Neuve-et-Labrador, au Canada.

## Municipalités limitrophes